# Casey Reibelt
Casey Lisa Reibelt, née le 15 janvier 1988 en Australie, est une arbitre internationale de football depuis 2014.

## Biographie
Casey Reibelt naît le 15 janvier 1988 en Australie.
Elle est nommée arbitre de l'année de Westfield W-League en 2014 et arbitre dans un certain nombre de tournois internationaux, dont la Coupe de l'Algarve 2014.
Elle officie comme arbitre lors de plusieurs tournois internationaux, dont :
- la Coupe d'Asie féminine de football 2014
- la Coupe du monde féminine de football des moins de 20 ans 2016[4].
- l'Algarve Cup
- la Coupe d'Asie féminine de football 2018
- la Coupe du monde féminine de football 2019[5].